# El Masnou
El Masnou település Spanyolországban, Barcelona tartományban. Lakosainak száma 24 479 fő (2024).

## Földrajza
El Masnou Teià, Premià de Mar, Montgat és Alella községekkel határos.

## Megközelítése
A település Barcelona felől a Barcelona–Mataró–Maçanet-Massanes-vasútvonalon közelíthető meg a RENFE/Rodalies de Catalunya R1 elővárosi járataival.

## Népesség
A település lakosságának változását az alábbi diagram mutatja:
| Lakosok száma | 3933 | 3487 | 4747 | 8166 | 18 351 | 21 464 | 22 536 | 22 742 | 23 515 | 24 479 |
|               | 1857 | 1910 | 1945 | 1965 | 1991   | 2005   | 2010   | 2014   | 2019   | 2024   |